# Noms des jours de la semaine
Les noms des jours de la semaine, dans les langues latines, tiennent leur origine des noms de divinités de la mythologie romaine.
Les noms samedi et dimanche sont deux exceptions. Modifiés a posteriori, ils tiennent leur origine de la religion hébraïque pour le samedi et de la religion chrétienne pour le dimanche. Samedi et dimanche sont venus remplacer les jours dédiés aux dieux Saturne et Soleil. On retrouve la trace de l'ancienne terminologie païenne dans les langues germaniques (Saturday et Sunday/Sonntag).
La numérotation des jours de la semaine varie en fonction des sociétés et des traditions ; cependant le système international fixe le lundi comme étant le premier jour de la semaine ISO 8601.
De manière plus globale, cet article traite en détail des noms des jours de la semaine dans différentes langues et cultures.

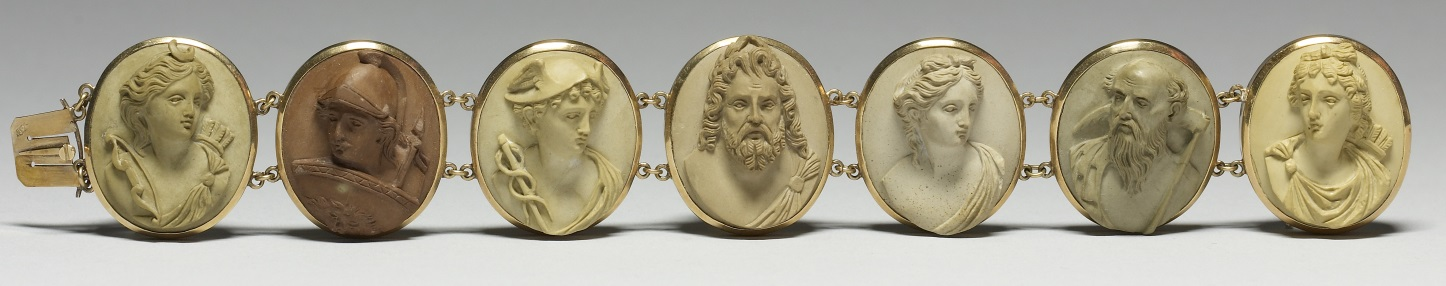
Bracelet de camées italien représentant les jours de la semaine correspondant aux planètes en tant que divinités olympiennes : Diane pour lundi, Mars pour mardi, Mercure pour mercredi, Jupiter pour jeudi, Vénus pour vendredi, Saturne pour samedi et Sol pour dimanche.

## Les sept «astres errants» et les divinités associées
Les premiers astronomes avaient différencié les astres en deux catégories :
- les « fixes », c'est-à-dire ceux qui restent à la même place les uns par rapports aux autres (quel que soit le moment de l'année ou de la nuit ; ce sont nos étoiles) ;
- les « errants », ceux qui changent de place les uns par rapport aux autres. Ces derniers sont nos planètes (du grec ancien πλανήτης / planḗtēs, « errantes »).

À l'œil nu, ces dernières sont au nombre de cinq. Dans l'ordre de luminosité (magnitude apparente, initialement l'intensité de la sensation visuelle produite par une étoile), de la plus brillante à la plus terne, ce sont Vénus (-4,6), Jupiter (blanche, -2,9), Mars (rouge, -2,9), Mercure (-2,4), Saturne (0,4). Leur seront ajoutés le Soleil (-26,7) et la Lune (-12,6 lorsqu'elle est pleine).
Il y avait donc sept astres. Leurs noms ont été associés par la suite aux sept jours de la semaine. Les Anciens, ne pouvant les observer, ne connaissaient pas les planètes Uranus (découverte en 1781) et Neptune (en 1846), ni bien évidemment Pluton (en 1930 ; rayée de la liste des planètes en 2006 au bénéfice d'une nouvelle nomenclature : les planètes naines).

## Astrologie mésopotamienne

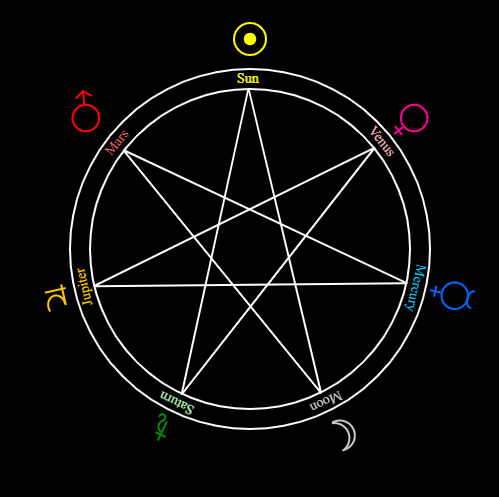
Heptagramme des sept astres de la semaine

Les Chaldéens de Mésopotamie semblent avoir classé les sept astres en fonction de leur vitesse de déplacement apparent, ce qui donne, de la plus lente à la plus rapide : Saturne, Jupiter, Mars, le Soleil, Vénus, Mercure, la Lune,[source insuffisante].
À Babylone (entre 1595 et 1157 avant notre ère (époque Kassite), voire plus anciennement depuis 1950), la célèbre série de tablettes astrologiques Enuma Anu Enlil associe déjà la planète Vénus à une déesse de l'Amour, Ishtar, et la planète Mars à un dieu de la Guerre et des Enfers, Nergal.
Chez les Assyriens, la planète Saturne est appelée Shamash et la planète Jupiter est associée au dieu suprême babylonien, Marduk.

### Heptagramme
L'heptagramme ci-contre expliquerait le passage de l'ordre chaldéen à l'ordre actuel.

Les planètes sont classées en cercle (sens des aiguilles d'une montre) selon l'ordre chaldéen : Saturne (♄), Jupiter (♃), Mars (♂), Soleil (☉), Vénus (♀), Mercure (☿), Lune (☽). Elles sont ensuite reliées en utilisant un heptagramme, en partant du soleil (> lune > Mars > Mercure > Jupiter > Vénus > Saturne > retour au soleil, ce qui donne l'ordre actuel des sept jours de la semaine),,[source insuffisante].
Cet heptagramme peut avoir été élaboré à partir des explications techniques de Dion Cassius (cf. infra).

Il peut aussi avoir été élaboré par les alchimistes du Moyen Âge pour lesquels une étoile à sept branches représentait généralement les sept planètes du Système solaire connues à l'époque[réf. nécessaire].

## Adoption (ou création) de la semaine par les Hébreux
La Genèse fait venir Abraham de Chaldée. Par la suite, les Hébreux ont été en contact avec les pratiques religieuses des Babyloniens lors de l'Exil à Babylone.
Dans la Bible hébraïque, le récit de la création du monde en six jours (Genèse), auxquels il faut ajouter le jour de repos, ainsi que le quatrième commandement du Décalogue (« Souviens-toi du jour du repos, pour le sanctifier ») fondent la pratique juive du Shabbat.
Les jours ne sont pas associés à des planètes, car le culte de l'armée des cieux est prohibé par le Dieu d'Israël. Dans les Évangiles, Jésus meurt le jour de la « préparation du Sabbat » (Luc 23.54), autrement dit un vendredi. Il est mis au tombeau en fin d'après-midi et y reste durant tout le sabbat, c'est-à-dire jusqu'au samedi soir. C'est le dimanche matin, « premier jour de la semaine », que les femmes se rendent au tombeau (Mat 28.1 ; Marc 16.1 ; Luc 24.1 ; Jean 20.1)[source insuffisante].

## Astrologie hellénistique
L'astrologie orientale a été introduite en Occident par les Grecs. Les sept astres vont être associés à des jours particuliers.

## Astrologie romaine
Les pratiques astrologiques proche-orientales sont passées en Occident romain via les Grecs.

### La semaine chez les Romains

#### Premières mentions
Les premières mentions connues d'une semaine de sept jours :
- Un graffiti sur un mur romain de Pompéi atteste de l'ordre et du nom des jours de la semaine romaine. Il date d'avant la destruction de la ville en 79.

Dans une colonne titrée DIE (jours), nous avons successivement SAT, SOL, LUN, MAR, MER, IOV, VEN. Ce sont les sept astres visibles : Saturne, Soleil, Lune, Mars, Mercure, Jupiter, Vénus.
- La mention d'une semaine de sept jours associée aux planètes se trouve dans le titre d'un ouvrage perdu de Plutarque (46-120) intitulé Pourquoi les jours qui portent le même nom que les planètes ne sont pas comptés d'après le rang de celles-ci, mais en sens inverse[10]. Plutarque, Grec d'origine, est un citoyen romain et un penseur majeur de la Rome antique. Il écrit en grec. Il fait un voyage d'étude à Alexandrie en Égypte en 69-70.

Dion Cassius (ca. 155 à après 235) est un homme politique, consul et historien romain, proche des empereurs Septime Sévère et Alexandre Sévère. Dans son Histoire romaine (rédigée en grec), XXXVII, 18 et 19,, il indique :
- « Pompée eut de grands obstacles à surmonter au siège de Jérusalem. (...)  Si ceux qui l'occupaient l'avaient défendue tous les jours avec la même vigilance, Pompée n'aurait pu la prendre ; mais ils suspendaient le combat pendant les jours qui portent le nom de Saturne ; parce qu'ils ne font rien ces jours-là. Cette interruption fournit aux assaillants le moyen d'ébranler les remparts. Les Romains, ayant remarqué l'usage dont je viens de parler, ne poussaient point sérieusement l'attaque pendant le reste de la semaine ; mais lorsqu'arrivaient périodiquement les jours de Saturne, ils donnaient l'assaut de toutes leurs forces. Ainsi le temple tomba au pouvoir des Romains, le jour dédié à Saturne, sans que ses défenseurs fissent aucune résistance. »
- « L'usage de déterminer l'ordre des jours d'après les sept astres qu'on appelle planètes vient des Égyptiens : il existe chez les autres peuples ; mais, suivant mes conjectures, il ne remonte pas à une époque éloignée. Les anciens Grecs, du moins autant que je puis le savoir, ne le connaissaient pas ; mais puisqu'il est adopté aujourd'hui dans tous les pays et par les Romains eux-mêmes, comme une coutume nationale, je veux exposer en peu de mots comment et suivant quelles règles il a été établi. D'après ce que j'ai appris, il repose sur deux systèmes faciles à comprendre, mais qui s'appuient sur une certaine théorie. Si, rapportant à ces astres, doit dépend toute la magnifique ordonnance des cieux, l'harmonie fondée sur l'intervalle de la quarte[13] et qui est regardée comme tenant la première place dans la musique, on suit l'ordre dans lequel chacun accomplit sa révolution ; si, commençant par le cercle le plus éloigné du centre et qui est consacré à Saturne, on laisse de côté les deux cercles qui viennent ensuite et on désigne le quatrième par le nom du dieu auquel il est dédié ; si, après celui-là, franchissant encore les deux suivants, on arrive au septième, et que, parcourant les autres d'après la même marche, on donne successivement aux jours le nom du dieu auquel chaque astre est consacré, on trouvera entre l'ordre des jours et celui des cieux un rapport fondé sur la musique. »
- « Tel est, dit-on, le premier système. Voici le second : comptez les heures du jour et celles de la nuit, en commençant par la première. Attribuez cette première heure à Saturne, la suivante à Jupiter, la troisième à Mars la quatrième au Soleil, la cinquième à Vénus, la sixième à Mercure, la septième à la Lune, en suivant l'ordre des cercles fixé par les Égyptiens. Faites plusieurs fois cette opération : lorsque vous aurez parcouru les vingt-quatre heures, d'après la même marche, vous trouverez que la première heure du jour suivant échoit au Soleil. Opérez de la même manière sur les vingt-quatre heures de ce jour, et la première heure du troisième jour reviendra à la Lune. Si vous appliquez ce procédé aux autres jours, chaque jour sera donné au dieu auquel il appartient. Voilà ce qu'on rapporte à ce sujet. »

Les noms (propres ou communs) des planètes donnés par Dion Cassius sont en grec (ici donnés dans la forme et l'ordre du texte). Ils correspondent au cercle extérieur de l'heptagramme précédemment cité :
- Κρόνῳ / Krónōi (Kronos-Saturne)
- Διὶ / Diì (Dios-Zeus-Jupiter)
- Ἄρει / Árei (Arès-Mars)
- ἡλίῳ / hēlíōi (hélios-soleil) / notons qu'il commence par une minuscule ; il s'agit donc du nom commun de l'astre, pas du dieu.
- Ἀφροδίτῃ / Áphrodítēi (Aphrodite-Vénus)
- Ἑρμῇ / Hermēi (Hermès-Mercure)
- σελήνῃ / selḗnēi (séléné-lune) / ici aussi, avec une minuscule.

Synthèse des noms en grec ancien
| Jour        | Dimanche Soleil           | Lundi Lune                   | Mardi Mars               | Mercredi Mercure          | Jeudi Jupiter          | Vendredi Vénus                    | Samedi Saturne             |
| ----------- | ------------------------- | ---------------------------- | ------------------------ | ------------------------- | ---------------------- | --------------------------------- | -------------------------- |
| Grec ancien | ἡμέρα Ἡλίου hêméra Hêlíou | ἡμέρα Σελήνης hêméra Selếnês | ἡμέρα Ἄρεως hêméra Áreôs | ἡμέρα Ἑρμοῦ hêméra Hermoû | ἡμέρα Διός hêméra Diós | ἡμέρα Ἀφροδίτης hêméra Aphrodítês | ἡμέρα Κρόνου hêméra Krónou |

#### Adoption de la semaine par les Romains
Dans le calendrier romain (réformé par Jules César en 46 avant notre ère ; réforme connue sous le nom de calendrier julien), le mois (28 ou 29, 30, 31 jours) était divisé en trois périodes de durée inégale. Ces périodes étaient séparées par des jours de référence : les calendes, les nones et les ides. Cet ancien calendrier romain était peu rationnel et, dans un premier temps, on avait déjà tenté de regrouper les jours de l'année par périodes de huit jours, intervalle entre deux marchés ou nundines.
Cependant, sous l'empire, on commença à utiliser la semaine de sept jours subordonnés aux sept planètes. Ce nouvel usage s'enracina si profondément qu'au début du IIIe siècle, Dion Cassius (voir citation plus haut : paragraphe Sources d'époque romaine) le considérait comme usuel chez les Romains,.
Chaque journée fut donc l'occasion de fêter l'une des sept divinités romaines associées à l'un des sept astres connus à l'époque.
Le dictionnaire Gaffiot (latin-français) ne mentionne pas de « jour de Saturne », de « jour de Sol » (rien non plus à Phoebus/« Apollon »), de « jour de Luna » (rien non plus à Diana), de « jour de Jupiter », de « jour de Vénus » (rien non plus à Veneris).
En revanche, Le Gaffiot donne :
- Martis dies, « jour de Mars ». La source n'est pas précisée. C'est l'un des neuf recueils d'inscriptions latines (à part le Corpus, CIL) utilisés par le dictionnaire (Gruter, 1603 / R. Fabretti, 1702 / J.B. Doni, 1731 / Muratori, 1741 / Mommsen, De Naples, 1852 / Renier, d'Algérie, 1855 / Orelli, 1856 / Wilmanns, 1873 / Rossi, Chrétiennes, 1889)[14].
- dies Mercuri, « jour de Mercure » d'après Muratori, 1741[15].

Ainsi, le samedi était le jour du dieu « Saturne » (Saturni dies), le dimanche était le « jour de Sol » (Solis dies), le lundi le « jour de la Lune » (Lunae dies), le mardi le « jour de Mars » (Martis dies), le mercredi le « jour de Mercure» (Mercurii dies), le jeudi « le jour de Jupiter » (Jovis dies), le vendredi était « le jour de Vénus » (Veneris dies),[source insuffisante].
C'est l'empereur romain Constantin Ier (272 - emp. 306 - 337) qui donne son caractère de jour de repos au jour du Soleil (on ne parle pas encore de jour chrétien ; Constantin ne sera baptisé que sur son lit de mort). Xavier Levieils indique que « Constantin était un fervent partisan du culte solaire ». En 310, en Gaule, alors que Constantin remerciait le dieu solaire Apollon pour sa victoire sur Maximien, il aurait eu une vision où le dieu lui promettait trente ans de règne :
- En mars 321, il impose le repos hebdomadaire en décrétant que « toutes les activités professionnelles (excepté les travaux agricoles) devaient cesser le venerabili die solis (jour vénérable du soleil) »[17] :

La citation exacte est « Que tous les juges, les citadins et les artisans se reposent au jour vénérable du soleil. Mais que ceux qui habitent la campagne s'adonnent paisiblement et en toute liberté à la culture de leurs champs, attendu que souvent aucun autre jour n’est aussi propice pour faire les semailles ou planter les vignes ; il ne faut donc pas laisser passer le temps favorable, et frustrer ainsi, les intentions bienveillantes du ciel. »[source insuffisante],[source insuffisante],.
- Le 3 juillet 321, Constantin, dans une autre loi, parle « du jour du soleil comme veneratione sui celebrem (illustre par sa vénération) »[17].

Le jour qui deviendra le dimanche est officiellement décrété jour de repos légal dans l'empire[source insuffisante]. Constantin, usant de son droit régalien, se sert de la notion de justitium, une institution romaine qui permettait de suspendre toute activité étatique judiciaire pour marquer un événement marquant (mort d'un membre de la famille impériale, déclaration de guerre, funérailles publiques d'un personnage important, etc.).
Le justitium de Constantin prend place le jour dédié à l'astre solaire, le dies solis, le « jour du soleil », en hommage au Soleil invaincu (Sol Invictus). Cette décision a pour effet d'imposer un nouveau rythme temporel hebdomadaire, différent du calendrier romain. Si on ne connaît pas les motivations réelles de Constantin, il est envisageable qu'elles aient été fondées sur des considérations d'ordre socio-économiques afin de s'adapter aux coutumes du plus grand nombre[source insuffisante].

#### Le christianisme
La Bible hébraïque avait été traduite en grec (la Septante) vers 270 avant notre ère par les savants d'Alexandrie. Sa traduction ultérieure en latin (la Vetus Latina et la Vulgate) entérine, dans l'empire romain, la pratique déjà existante de la semaine. Ainsi, les chrétiens, possédant déjà la référence biblique hébraïque, n'ont rien changé à la semaine romaine à part renommer partiellement les jours de Saturne et du Soleil.
Le christianisme primitif restait encore attaché aux prescriptions juives,,,.
Déjà, sous le règne de Constantin, des tentatives de suppression des références aux divinités antiques par le pape Sylvestre Ier (270 - pape 314 - 335) sont avérées. Sylvestre proposa de ne garder que le dimanche (en latin dies Dominicus signifiant « jour du Seigneur ») et le samedi (sabbat) puis de numéroter les jours. La réforme échoua mais elle sera reprise au Portugal au VIe siècle par l'évêque de Braga qui déplorait que les jours fussent consacrés à des divinités païennes. Elle sera adoptée en portugais : Domingo, Segunda-feira, Terca-feira, Quarta-feira, Quinta-feira, Sexta-feira, Sábado[source insuffisante].
Ultérieurement, un autre projet proposa la nomenclature suivante (la réforme n'eut pas plus de succès. Le « jour du seigneur » (dimanche) réussit cependant à se substituer au « jour du soleil » dans quelques régions européennes) :
- luminis dies, « jour de la lumière » pour le lundi.
- martyrium dies, « jour des martyrs » pour le mardi.
- merae ecclesiae dies, « jour de l'Église immaculée » pour le mercredi.
- Jesus dies, « jour du saint sacrement » pour le jeudi.
- veneranda dies, « jour de la passion » pour le vendredi.
- sabbato dies, « jour du sabbat » pour le samedi.
- Dominica dies, « jour du seigneur » pour le dimanche.

Chez les chrétiens, l'adoption du dimanche comme jour de repos, qui s'est étalée par atermoiements sur plusieurs siècles, a été un moyen de se différencier des juifs,.
Les chrétiens ont donc repris le rythme hebdomadaire du repos juif instauré par la Bible mais l'ont adapté à leurs propres événements eschatologiques fondamentaux : la résurrection, les apparitions de Jésus ressuscité, le don de l'Esprit Saint ainsi que de l'eucharistie de la Cène (fractio panis) en lien avec l'événement pascal.
Ils ont ainsi attribué une importance centrale au jour qui suit le shabbat
Le mot septimana (du latin septimanus « relatif au nombre sept » (lui-même de septimus « septième »)) apparaît avec le sens de « semaine » dans le Codex Theodosianus (15, 5, 5) publié sous le règne de l'empereur byzantin (chrétien) Théodose II (401 - règne 408 - 450). Le sénat de Rome prit officiellement connaissance de l’ouvrage le 25 décembre 438 et il entra en vigueur le 1er janvier 439.

### Étymologie latine des noms de la semaine dans les langues romanes
| Jour                                             | Dimanche Soleil        | Lundi Lune     | Mardi Mars  | Mercredi Mercure | Jeudi Jupiter   | Vendredi Vénus | Samedi Saturne                |
| ------------------------------------------------ | ---------------------- | -------------- | ----------- | ---------------- | --------------- | -------------- | ----------------------------- |
| Latin                                            | dies Sōlis             | dies Lūnae     | dies Martis | dies Mercuriī    | dies Jovis      | dies Veneris   | dies Saturnī dies sambati[♄1] |
| Asturien                                         | domingu [☉1]           | llunes         | martes      | miércoles        | xueves          | vienres        | sábadu [♄1]                   |
| Catalan                                          | diumenge [☉1]          | dilluns        | dimarts     | dimecres         | dijous          | divendres      | dissabte [♄1]                 |
| Corse                                            | dumènica [☉1]          | luni           | marti       | mèrcuri          | ghjovi          | vèneri         | sàbatu [♄1]                   |
| Espagnol                                         | domingo [☉1]           | lunes          | martes      | miércoles        | jueves          | viernes        | sábado [♄1]                   |
| Français                                         | dimanche [☉1]          | lundi          | mardi       | mercredi         | jeudi           | vendredi       | samedi [♄1]                   |
| Frioulan                                         | domenie [☉1]           | lunis          | martars     | miercus          | joibe           | vinars         | sabide [♄1]                   |
| Galaïco-portugais                                | domingo [☉1]           | lues           | martes      | mércores         | joves           | vernes         | sábado [♄1]                   |
| Gascon                                           | diménchë, diménjë [☉1] | dilhùs, dilùns | dimàrs      | dimércs, dimérs  | didjàus, dijàus | divés          | dissàttë [♄1]                 |
| Italien                                          | domenica [☉1]          | lunedì         | martedì     | mercoledì        | giovedì         | venerdì        | sabato [♄1]                   |
| Galicien                                         | domingo [☉1]           | luns           | martes      | mércores         | xoves           | venres         | sábado [♄1]                   |
| Monégasque                                       | dume̍nëga [☉1]          | lünesdi̍        | metesdi̍     | mercuredi̍        | zœ̍gia           | venardi̍        | sabu [♄1]                     |
| Napolitain                                       | dummeneca [☉1]         | lunnerì        | marterì     | miercurì         | gioverì         | viernarì       | sàput [♄1]                    |
| Occitan                                          | dimenge [☉1]           | diluns         | dimarç      | dimècres         | dijòus          | divendres      | dissabte [♄1]                 |
| Occitan alpin                                    | dimenge                | luns           | març        | mècres           | jòus            | venres         | sandes                        |
| Portugais                                        | domingo [☉1]           | segunda-feira  | terça-feira | quarta-feira     | quinta-feira    | sexta-feira    | sábado [♄1]                   |
| Romand, ou Arpitan, ou Francoprovençal (vaudois) | demeindze [☉1]         | delon          | demâ        | demîcro          | dedjâo          | deveindro      | deçando [♄1]                  |
| Roumain                                          | duminică [☉1]          | luni           | marți       | miercuri         | joi             | vineri         | sâmbătă [♄1]                  |
| Sarde                                            | dominiga [☉1]          | lunis          | martis      | mercuris         | giobia          | chenabura      | sappadu [♄1]                  |

#### Étymologie latine des noms de la semaine dans d'autres langues
| Jour                                     | Dimanche Soleil | Lundi Lune | Mardi Mars | Mercredi Mercure | Jeudi Jupiter | Vendredi Vénus | Samedi Saturne |
| ---------------------------------------- | --------------- | ---------- | ---------- | ---------------- | ------------- | -------------- | -------------- |
| Albanais                                 | E diel          | E hënë     | E martë    | E mërkurë        | E enjte       | E premte       | E shtunë       |
| Philippin dérivé en partie de l'espagnol | Linggo [☉1]     | Lunes      | Martes     | Miyerkules       | Huwebes       | Biyernes       | Sabado [♄1]    |

### Transmission de l'usage romain aux peuples germaniques
Les peuples germaniques adoptent le système introduit par les Romains mais l'adaptent à leurs propres dieux (à l'exception de Saturne) selon un procédé appelé Interpretatio Germanica.
La date d'introduction de ce système n'est pas connue, mais doit se situer après 200 et avant l'introduction du christianisme aux VIe et VIIe siècles, c'est-à-dire pendant la phase finale de l'effondrement de l'Empire romain d'Occident ou peu après. Cette période est ultérieure au proto-germanique, mais néanmoins contemporaine de l'époque des langues germaniques occidentales indifférenciées. Les noms des jours dans les langues scandinaves sont calqués sur les noms germaniques.
L'islandais ne suit pas l'usage des autres langues européennes, ne mentionnant que le Soleil et la Lune (sunnudagur et mánudagur) d'origine germanique. Il préfère une combinaison de jours numérotés et de jours liés à des actions pieuses ou domestiques : föstudagur, « jour du jeûne » et laugardagur, « jour du lavage ».
Nous avons (dans l'ordre utilisé dans tous les tableaux du paragraphe « Les sept « astres errants » et les divinités associées ») :
- Dimanche : dans les mythologies nord et ouest-germaniques, le soleil est personnifié par la déesse Sunna/Sól. La plupart des langues germaniques préservent l'association du jour avec le soleil. La plupart des autres langues européennes, dont toutes les langues romanes, ont changé son nom par le « jour du Seigneur » (établi sur le latin ecclésiastique dies Dominica). En vieil anglais, Sunnandæg (prononcé [sun.nan.dæg] ou [sun.nan.dæj]), signifiant « jour du soleil », traduction de l'expression latine dies Solis.
- Lundi : dans la mythologie nord-germanique, la Lune est personnifiée par le dieu Máni. En vieil anglais, Mōnandæg (prononcé [mon.nan.dæg] ou [mon.nan.dæj'), signifiant « jour de la Lune », traduction de l'expression latine dies lunae.
- Mardi : Týr est un dieu manchot associé aux combats dans la mythologie nordique, et attesté dans la mythologie germanique. En vieil anglais, Tīwesdæg (prononcé [ti.wes.dæg] ou [ti.wes.dæj]), significant « jour de Tiw [Týr] ». Dieu de la Guerre, il remplace le dieu de la Guerre romain et l'expression dies Martis.
- Mercredi : Odin (ou Óðinn chez les peuples germaniques du nord) est un dieu prédominant jusque vers le VIIe siècle. En vieil anglais, Wōdnesdæg (prononcé [woːd.nes.dæg] ou [woːd.nes.dæj]), signifiant « jour d'Odin » (ou Wotan). Il remplace le dieu romain Mercure, messager des dieux qui avait donné le latin dies Mercurii. L'islandais Miðviku, l'allemand Mittwoch et le finnois keskiviikko signifient « milieu de semaine (ou mi-semaine) ». Ce milieu de semaine confirme que le dimanche est considéré, à l'époque, comme le premier jour de la semaine.
- Jeudi : Þunor signifie « tonnerre » ou sa personnification, le dieu nordique Thor. En vieil anglais, Þūnresdæg (prononcé [θuːn.res.dæg] ou [θuːn.res.dæj]), signifiant « jour de Þunor ». Il correspond au latin dies Iovis (Jupiter étant le dieu de la Foudre et du Tonnerre).
- Vendredi : le nom norrois pour la planète Vénus est Friggjarstjarna, « étoile de Frigg ». En vieil anglais, Frīgedæg (prononcé [fri.je.dæg] ou [fri.je.dæj]), signifiant « jour de Frigg ». Elle remplace la déesse Vénus qui avait donné le latin dies Veneris. Toutes deux sont des déesse de l'Amour.
- Samedi : le seul jour conservant son origine romaine, nommé d'après le dieu romain Saturne. En vieil anglais, Sæturnesdæg (prononcé [sæ.tur.nes.dæg] ou [sæ.tur.nes.dæj]), traduction du latin dies Saturni. Le terme scandinave Lørdag/Lördag ne fait référence ni au panthéon romain, ni au panthéon nordique ; il dérive du vieux norrois laugardagr, littéralement « jour de lavage ». Le mot allemand Sonnabend signifie « soir avant dimanche », le mot Samstag dérive du terme chrétien pour le Shabbat.

| Jour                 | Dimanche Sunna/Sól | Lundi Mona/Máni | Mardi Tiw/Týr                 | Mercredi Woden/Odin    | Jeudi Thunor/Thor    | Vendredi Frige/Freyja | Samedi Saturne                  |
| -------------------- | ------------------ | --------------- | ----------------------------- | ---------------------- | -------------------- | --------------------- | ------------------------------- |
| Proto-germanique     | *Sunnōniz dagaz    | *Mēniniz dagaz  | *Tīwas dagaz / *Þingsus dagaz | *Wōdanas dagaz         | *Þunras dagaz        | *Frijjōz dagaz        | *Saturnus dagaz / *Laugō dagaz  |
| Vieil anglais        | Sunnandæg          | Mōnandæg        | Tīwesdæg                      | Wōdnesdæg              | Þunresdæg            | Frīgedæg              | Sæternesdæg                     |
| Vieux haut-allemand  | Sunnûntag          | Mânetag         | Zîestag                       | Wôdanstag / Wuotanstag | Donarestag           | Frîjatag              | Sunnûnâband / Sambaztag [♄1]    |
| Vieux norrois        | sunnudagr          | mánadagr        | tysdagr                       | óðinsdagr              | þórsdagr             | frjádagr              | laugardagr [♄2] / sunnunótt     |
| Afrikaans            | Sondag             | Maandag         | Dinsdag [♂1]                  | Woensdag               | Donderdag            | Vrydag                | Saterdag                        |
| Alémanique zurichois | Sunndig            | Mändig          | Zischdig                      | Mittwuch [☿1]          | Dunnschdig           | Friidig               | Sonnabend [♄3] / Samschdig [♄1] |
| Allemand             | Sonntag            | Montag          | Dienstag [♂1] / Ziestag       | Mittwoch [☿1]          | Donnerstag           | Freitag               | Sonnabend [♄3] / Samstag [♄1]   |
| Anglais              | Sunday             | Monday          | Tuesday                       | Wednesday              | Thursday             | Friday                | Saturday                        |
| Féroïen              | sunnudagur         | mánadagur       | týsdagur                      | mikudagur [☿1]         | hósdagur / tórsdagur | fríggjadagur          | leygardagur                     |
| Frison occidental    | Snein              | Moandei         | Tiisdei                       | Woansdei               | Tongersdei           | Freed                 | Sneon [♄3] / Saterdei           |
| Islandais            | sunnudagur         | mánudagur       | þriðjudagur                   | miðvikudagur [☿1]      | fimmtudagur          | föstudagur            | laugardagur [♄2]                |
| Luxembourgeois       | Sonndeg            | Méindeg         | Dënschdeg                     | Mëttwoch               | Donneschdeg          | Freideg               | Samschdeg                       |
| Néerlandais          | zondag             | maandag         | dinsdag [♂1]                  | woensdag               | donderdag            | vrijdag               | zaterdag                        |
| Norvégien, bokmål    | søndag             | mandag          | tirsdag                       | onsdag                 | torsdag              | fredag                | lørdag [♄2]                     |
| Norvégien, nynorsk   | sundag             | måndag          | tysdag                        | onsdag                 | torsdag              | fredag                | laurdag [♄2]                    |
| Scots                | Saubath / Sunday   | Monanday        | Tysday                        | Wadensday              | Fuirsday             | Friday                | Seturday [♄1]                   |
| Suédois              | söndag             | måndag          | tisdag                        | onsdag                 | torsdag              | fredag                | lördag [♄2]                     |

#### Langues non germaniques
| Jour                                                       | Dimanche Sunna/Sól           | Lundi Mona/Máni        | Mardi Tiw/Týr        | Mercredi Woden/Odin      | Jeudi Thunor/Thor      | Vendredi Frige/Freyja               | Samedi Saturne              |
| ---------------------------------------------------------- | ---------------------------- | ---------------------- | -------------------- | ------------------------ | ---------------------- | ----------------------------------- | --------------------------- |
| Estonien                                                   | pühapäev [☉2]                | esmaspäev              | teisipäev            | kolmapäev                | neljapäev              | reede                               | laupäev [♄2]                |
| Finnois                                                    | sunnuntai                    | maanantai              | tiistai              | keskiviikko [☿1]         | torstai                | perjantai                           | lauantai [♄2]               |
| Maori (dérivé de l'anglais ; l'autre version est indigène) | wiki (anglais week) / rātapu | mane / rāhina / rātahi | tūrei / rātū / rārua | wenerei / rāapa / rātoru | tāite / rāpare / rāwhā | prairie / paraire / rāmere / rārima | hāterei / hātarei / rāhoroi |

### Transmission de l'usage romain aux peuples celtiques
Le manuscrit MS 17, conservé au St John's College d'Oxford et datant au moins de 1043, décrit cinq listes des jours de la semaine, intitulées ainsi : secundum Hebreos (selon les Hébreux), secundum antiquos gentiles (selon les anciens Gentils, c'est-à-dire les Romains); secundum Siluestrum papam (selon le Pape Sylvestre, c'est-à-dire une liste dérivée du texte apocryphe Acta Syluestri), secundum Anglos (selon les Anglais), secundum Scottos (selon les Irlandais). Chaque terme débute par le mot Diu, du vieil irlandais classique pour dia, jour. Les noms de la liste irlandaise sont les suivants :
- dies scrol, dimanche ;
- Diu luna, lundi ;
- Diu mart, mardi ;
- Diu iath, mercredi ;
- Diu eathamon, jeudi ;
- Diu triach, vendredi ;
- Diu satur, samedi.

| Jour              | Dimanche                      | Lundi            | Mardi              | Mercredi                      | Jeudi                       | Vendredi                | Samedi                   |
| ----------------- | ----------------------------- | ---------------- | ------------------ | ----------------------------- | --------------------------- | ----------------------- | ------------------------ |
| Breton            | Disul                         | Dilun            | Dimeurzh           | Dimerc’her                    | Diriaou                     | Digwener                | Disadorn                 |
| Cornique          | Dy' Sul                       | Dy' Lun          | Dy' Meurth         | Dy' Mergher                   | Dy' Yow                     | Dy' Gwener              | Dy' Sadorn               |
| Gallois           | dydd Sul                      | dydd Llun        | dydd Mawrth        | dydd Mercher                  | dydd Iau                    | dydd Gwener             | dydd Sadwrn              |
| Gaélique écossais | Di-Dòmhnaich Didòmhnaich [☉1] | Di-Luain Diluain | Di-Màirt Dimàirt   | Di-Ciadain Diciadain [☿2]     | Di-Ardaoin Diardaoin [♃1]   | Di-Haoine Dihaoine [♀1] | Di-Sàthairne Disathairne |
| Irlandais         | An Domhnach [☉1] Dé Domhnaigh | An Luan Dé Luain | An Mháirt Dé Máirt | An Chéadaoin [☿2] Dé Céadaoin | An Déardaoin [♃1] Déardaoin | An Aoine [♀1] Dé hAoine | An Satharn Dé Sathairn   |
| Mannois           | Jedoonee [☉1]                 | Jelune           | Jemayrt            | Jecrean                       | Jerdrein                    | Jeheiney                | Jesarn                   |

## Traditions orientales
Au premier siècle, la notion de semaine aurait atteint les Indes puis gagna le Tibet, la Birmanie, le Népal, la Thaïlande et Ceylan.

À la fin du premier siècle, par la dynastie Song, elle atteint la Chine[source insuffisante].

### Tradition indienne
| Jour      | Dimanche Sūrya (Soleil)    | Lundi Soma (Lune)              | Mardi Angāraka (Mars)             | Mercredi Budha (Mercure) | Jeudi Guru (Jupiter)                  | Vendredi Shukra (Vénus)           | Samedi Shani (Saturne)                                              |
| --------- | -------------------------- | ------------------------------ | --------------------------------- | ------------------------ | ------------------------------------- | --------------------------------- | ------------------------------------------------------------------- |
| Sanskrit  | भानुवासरम् Bhaan Vāsaram       | इन्दुवासरम् Indu Vāsaram           | भौमवासरम् Bhauma Vāsaram             | सौम्यवासरम् Saumya Vāsaram   | गुरूवासरम Guru Vāsaram                   | भृगुवासरम् Bhrgu Vāsaram              | स्थिरवासरम् Sthira Vāsaram                                              |
| Balinais  | Redite                     | Coma                           | Anggara                           | Buda                     | Wraspati                              | Sukra                             | Saniscara                                                           |
| Bengali   | রবিবার Robibar               | সোমবার Shombar                   | মঙ্গলবার Monggolbar                 | বুধবার Budhbar             | বৃহস্পতিবার Brihôshpotibar                | শুক্রবার Shukrobar                   | শনিবার Shonibar                                                       |
| Birman    | တနင်္ဂနွေ Tananganve           | တနင်္လာ Tanangla                  | အင်္ဂါ Angga                         | ဗုဒ္ဓဟူး / ရာဟု Buddhahu/Rahu  | ကြာသာပတေး Krasapate                        | သောကြာ Saukra                         | စနေ Cane                                                             |
| Cachemiri | آتھوار [aːtʰwaːr]          | ژٔنٛدرٕوار [t͡səndrɨwaːr]          | بوموار [boːmwaːr] بۄنٛوار [bɔ̃waːr] | بۄدوار [bɔdwaːr]         | برَٛسوار [braswaːr] برٛؠسوار [brʲaswaːr] | جُمعہ [jumaːh] شۆکُروار [ʃokurwaːr] | بَٹہٕ وار [baʈɨwaːr]                                                  |
| Cingalais | ඉරිදා Iridaa                 | සදුදා Sandudaa                   | අඟහරැවදා Anngaharuwadaa             | බදාදා Badaadaa             | බූරහස්පතින්දා Brahaspathindaa              | සිකුරාදා Sikuradaa                    | සෙනසුරාදා Senasuraadaa                                                  |
| Divehi    | އާދީއްތަ Aadheettha            | ހޯމަ Homa                        | އަންގާރަ Angaara                      | ބުދަ Budha                 | ބުރާސްފަތި Buraasfathi                     | ހުކުރު Hukuru                        | ހޮނިހިރު Honihiru                                                       |
| Gujarati  | રવિવાર Ravivār               | સોમવાર Somvār                    | મંગળવાર Mangaḷvār                   | બુધવાર Budhvār             | ગુરૂવાર Guruvār                          | શુક્રવાર Shukravār                   | શનિવાર Shanivār                                                       |
| Hindi     | रविवार Ravivār               | सोमवार Somavār                   | मंगलवार Mangalavār                  | बुधवार Budhavār            | गुरूवार Guruvār                          | शुक्रवार Shukravār                   | शनिवार Shanivār                                                       |
| Javanais  | Raditya                    | Soma                           | Anggara                           | Buda                     | Respati                               | Sukra                             | Tumpek                                                              |
| Kannada   | ಭಾನುವಾರ Bhanu Vaara           | ಸೋಮವಾರ Soma Vaara                | ಮಂಗಳವಾರ Mangala Vaara               | ಬುಧವಾರ Budha Vaara         | ಗುರುವಾರ Guru Vaara                       | ಶುಕ್ರವಾರ Shukra Vaara                | ಶನಿವಾರ Shani Vaara                                                    |
| Khmer     | ថ្ងៃអាទិត្យ [tŋaj ʔaatɨt]       | ថ្ងៃចន្ទ [tŋaj can]               | ថ្ងៃអង្គារ [tŋaj ʔɑŋkie]              | ថ្ងៃពុធ [tŋaj put]          | ថ្ងៃព្រហស្បតិ៍ [tŋaj prɔhoah]               | ថ្ងៃសុក្រ [tŋaj sok]                  | ថ្ងៃសៅរ៍ [tŋaj saʋ]                                                     |
| Lao       | ວັນອາທິດ [wán ʔàːtʰīt]       | ວັນຈັນ [wán càn]                 | ວັນອັງຄານ [wán ʔàŋkʰáːn]            | ວັນພຸດ [wán pʰūt]          | ວັນພະຫັດ [wán pʰāhát]                   | ວັນສຸກ [wán súk]                    | ວັນເສົາ [wán sǎu]                                                     |
| Malayalam | ഞായര്‍ Nhāyar                  | തിങ്കള്‍ Tingal                     | ചൊവ്വ Covva                         | ബുധന്‍ Budhan                | വ്യാഴം Vyāzham                           | വെള്ളി Velli                         | ശനി Sani                                                             |
| Marathi   | रविवार Ravivār               | सोमवार Somavār                   | मंगळवार Mangaḷavār                  | बुधवार Budhavār            | गुरूवार Guruvār                          | शुक्रवार Shukravār                   | शनिवार Shanivār                                                       |
| Mon       | တ္ၚဲ အဒိုတ် [ŋoa ətɜ̀t]          | တ္ၚဲ စန် [ŋoa cɔn]                | တ္ၚဲ အၚါ [ŋoa əŋɛ̀a]                  | တ္ၚဲ ဗုဒ္ဓဝါ [ŋoa pùt-həwɛ̀a]  | တ္ၚဲ ဗြဴဗ္တိ [ŋoa pɹɛ̀apətɔeʔ]               | တ္ၚဲ သိုက် [ŋoa sak]                   | တ္ၚဲ သ္ၚိ သဝ် [ŋoa hɔeʔ sɔ]                                              |
| Mongol    | адъяа ad'yaa               | сумъяа sum'yaa                 | ангараг angarag                   | буд bud                  | бархабадь barhabad                    | сугар sugar                       | санчир sanchir                                                      |
| Ourdou    | اتوار Itwār                | پیر / سوموار Pīr [☽4] / Somwār | منگل Mangal                       | بدھ Budh                 | جمعرات Jumā-rāt                       | جمعہ Jum'ah [♀4]                  | سنیچر / ہفتہ Sanīchar / Haftah [♄6]                                 |
| Pendjabi  | ਐਤਵਾਰ Aitvār                | ਸੋਮਵਾਰ Sōmvār                    | ਮੰਗਲਵਾਰ Mangalvār                   | ਬੁੱਧਵਾਰ Buddhvār            | ਵੀਰਵਾਰ Vīrvār                           | ਸ਼ੁੱਕਰਵਾਰ Shukkarvār                  | ਸ਼ਨਿੱਚਰਵਾਰ Shaniccharvār ਸ਼ਨੀਵਾਰ Shanīvār ਸਨਿੱਚਰਵਾਰ Saniccharvār ਸਨੀਵਾਰ Sanīvār |
| Shan      | ဝၼ်းဢႃတိတ်ႉ [wan˦ ʔaː˩ tit˥]     | ဝၼ်းၸၼ် [wan˦ tsan˩]              | ဝၼ်းဢင်းၵၼ်း [wan˦ ʔaŋ˦ kan˦]           | ဝၼ်းၽုတ်ႉ [wan˦ pʰut˥]        | ဝၼ်းၽတ်း [wan˦ pʰat˦]                     | ဝၼ်းသုၵ်း [wan˦ sʰuk˦]                 | ဝၼ်းသဝ် [wan˦ sʰaw˩]                                                   |
| Sindhi    | آچَرُ Ācharu آرتوارُ Ārtvāru  | سُومَرُ Sūmaru                    | اَنڱارو Angāro مَنگلُ Mangalu        | اَربع Arbā ٻُڌَرُ Budharu    | خَميِسَ Khamīsa وِسپَتِ Vispati             | جُمعو Jum'o شُڪرُ Shukru             | ڇَنڇَرُ Chancharu شَنسچَرُ Shanscharu                                     |
| Tamoul    | ஞாயிற்று கிழமை Nyāyitru kizhamai | திங்கட் கிழமை Thingat kizhamai      | செவ்வாய்க் கிழமை Sevvāi kizhamai         | புதன்க் கிழமை Budhan kizhamai | வியாழக் கிழமை Vyāzha kizhamai              | வெள்ளிக் கிழமை Velli kizhamai           | சனிக் கிழமை Shani kizhamai                                              |
| Télougou  | ఆదివారం Aadi Vāram            | సోమవారం Soma Vāram                | మంగళవారం Mangala Vāram               | బుధవారం Budha Vāram         | గురువారం Bestha/Guru/Lakshmi Vāram        | శుక్రవారం Shukra Vāram                | శనివారం Shani Vāram                                                    |
| Thaï      | วันอาทิตย์ Wan Āthit          | วันจันทร์ Wan Chan                | วันอังคาร Wan Angkhān               | วันพุธ Wan Phut            | วันพฤหัสบดี Wan Phruehatsabodi           | วันศุกร์ Wan Suk                     | วันเสาร์ Wan Sao                                                      |

### Traditions d'Extrême-Orient
Le système d'Asie de l'Est, proche du système latin, est ordonné selon les « Sept Luminaires » (七曜) : le Soleil, la Lune et les cinq planètes visibles à l'œil nu. Les planètes portent le nom des cinq éléments dans la philosophie traditionnelle est-asiatique : feu (Mars), eau (Mercure), bois (Jupiter), métal (Vénus) et terre (Saturne). La plus ancienne mention connue d'une semaine de sept jours dans l'ordre et les noms actuels est attribuée à l'astrologue chinois Fan Ning, au IVe siècle.
Le système chinois est apporté au Japon par le moine Kūkai ; les journaux subsistants de l'homme d'État japonais Fujiwara no Michinaga montrent que le système à sept jours est utilisé à l'époque de Heian dès 1007. Au Japon, ce système est limité à des usages astrologiques jusqu'à ce que la modernisation de l'ère Meiji amène les jours de la semaine à être utilisés dans la vie courante. En Chine, avec la création de la République de Chine en 1911, les jours de lundi à samedi sont numérotés de un à six, seule demeurant la référence au soleil pour dimanche.
Voir Jours de la semaine en japonais
| Langue                  | Dimanche                      | Lundi                        | Mardi                               | Mercredi                         | Jeudi                            | Vendredi                           | Samedi                          |
| ----------------------- | ----------------------------- | ---------------------------- | ----------------------------------- | -------------------------------- | -------------------------------- | ---------------------------------- | ------------------------------- |
| Objet céleste (élément) | Soleil (日)                   | Lune (月)                    | Feu (火)                            | Eau (水)                         | Bois (木)                        | Métal (金)                         | Terre (土)                      |
| Chinois (obsolète)      | 日曜日 rìyàorì                | 月曜日 yuèyàorì              | 火曜日 huǒyàorì                     | 水曜日 shuǐyàorì                 | 木曜日 mùyàorì                   | 金曜日 jīnyàorì                    | 土曜日 tǔyàorì                  |
| Coréen                  | 일요일 iryoil                 | 월요일 woryoil               | 화요일 hwayoil                      | 수요일 suyoil                    | 목요일 mogyoil                   | 금요일 geumyoil                    | 토요일 toyoil                   |
| Japonais                | 日曜日 nichiyōbi              | 月曜日 getsuyōbi             | 火曜日 kayōbi                       | 水曜日 suiyōbi                   | 木曜日 mokuyōbi                  | 金曜日 kin'yōbi                    | 土曜日 doyōbi                   |
| Tibétain                | གཟའ་ཉི་མ། gza'.nyi.ma sa nyima | གཟའ་ཟླ་བ། gza'.zla.ba sa dawa | གཟའ་མིག་དམར། gza'.mig.dmar sa migmar | གཟའ་ལྷག་པ། gza'.lhak.pa sa lhakpa | གཟའ་ཕུར་བུ། gza'.phur.pu sa phurbu | གཟའ་པ་སངས། gza'.pa.sangs sa pasang | གཟའ་སྤེན་པ། gza'.spen.pa sa pemba |

Note : les prononciations pour le vieux chinois sont données en mandarin standard.

## Jours numérotés
En France, à l'époque du roi Louis IX (1214 - roi 1226 - 1270 / canonisé en 1297 : saint Louis), la numérotation des jours importe peu car les jours restent plus souvent désignés par le saint que l'on fête que par le quantième du mois.

### Jours numérotés à partir de samedi
En swahili, en Afrique de l'Est, le jour débute au lever du soleil plutôt qu'au coucher, et est donc décalé de 12 heures sur le calendrier musulman. Samedi est le premier jour de la semaine, incluant la première nuit de la semaine en arabe.
Étymologiquement, le swahili possède deux « cinquièmes jours ». Les termes de samedi à mercredi contiennent les mots swahilis dérivés du bantou de « un » à « cinq ». Le terme pour jeudi, Alhamisi, est d'origine arabe et signifie « le cinquième [jour] ». Le terme pour vendredi, Ijumaa, dérive également de l'arabe et signifie « [jour de l']Assemblée ».
| Langue   | Samedi premier jour | Dimanche deuxième jour | Lundi troisième jour | Mardi quatrième jour | Mercredi cinquième jour | Jeudi cinquième jour | Vendredi jour de l'Assemblée |
| -------- | ------------------- | ---------------------- | -------------------- | -------------------- | ----------------------- | -------------------- | ---------------------------- |
| Swahili  | jumamosi            | jumapili               | jumatatu             | jumanne              | jumatano                | alhamisi [♃2]        | ijumaa [♀4]                  |
| Comorien | mfumontsi           | mfumbili               | mfumdraru            | mfumnne              | mfumtsanu               | yahoa                | djumwa                       |

### Jours numérotés à partir de dimanche

#### Tradition hébraïque
Dans la tradition hébraïque, le jour de repos correspond logiquement au septième jour de la Genèse, indiqué en première occurrence dans le premier livre de la Bible et de nombreuses fois ensuite ; il est appelé Shabbat et correspond au samedi calendaire. La semaine juive commence donc un dimanche appelé « jour premier » en hébreu.
Contrairement aux autres jours de la semaine juive qui sont numérotés, le mot hébreu shabbat ne l'est pas et ne signifie pas « septième jour » mais « arrêt, cessation, abstention (donc) repos », marquant ainsi son statut particulier dans la semaine ; il figure même « le principe fondamental du judaïsme ».
La tradition hébraïque conserve encore aujourd'hui l'ordre des jours. En hébreu, ils sont nommés : yom rishon (premier jour), yom sheni (deuxième jour), yom shlishi (troisième jour), yom Revi'i (quatrième jour), yom chamishi (cinquième jour), yom shishi (sixième jour), Shabbat ou yom Shabbat (jour d'abstention) pour désigner, respectivement, les dimanche, lundi, mardi, mercredi, jeudi, vendredi, samedi.
Comme les jours débutent au coucher du soleil, le Shabbat débute au coucher du soleil le vendredi soir et s'étend jusqu'à la tombée de la nuit le samedi, lorsque trois étoiles sont visibles dans le ciel,.

#### Tradition chrétienne
Dans la tradition chrétienne, les Évangiles sont formels : la semaine commence le jour après le Shabbat, ce qui correspondra au dimanche :
- « Après le jour du sabbat, comme l'aube du premier jour commençait à poindre... » (Mt 28. 1)
- « Quand le sabbat fut passé, de grand matin, le premier jour de la semaine, elles vont à la tombe, le soleil s'étant levé. […] Ressuscité le matin, le premier jour de la semaine, il apparut d'abord à Marie de Magdala » (Mc 16. 1-9)

Martin (vers 520–580), archevêque de Braga, décide au VIe siècle de ne pas appeler les jours par les noms de divinités païennes et d'utiliser une terminologie ecclésiastique pour les désigner. Il est possible que ce soit l'origine du système actuellement utilisé en portugais. Au Moyen Âge, le galaïco-portugais utilise les deux systèmes. Les noms romains sont toujours utilisés en galicien.
Des pays comme les États-Unis, le Japon et le Canada font commencer la semaine par le dimanche. En portugais de même, la plupart des jours n'ont pas de nom, à part samedi et dimanche. Lundi devient segunda-feira, du latin ecclésiastique feria secunda (second jour). En breton, le premier jour de la semaine est le dimanche.
Par la suite, le dimanche chrétien étant un jour de repos, il a semblé logique de commencer la semaine (de travail) un lundi.
- France : dans sa septième édition (1878), le Dictionnaire de l'Académie Française définit le dimanche comme premier jour de la semaine[30].
- France : dans sa huitième édition (1932), le Dictionnaire de l'Académie Française change sa définition et considère le dimanche comme dernier jour de la semaine. Il suffit de regarder le découpage du calendrier des postes ou des agendas pour en être convaincu[30].
- France : dans la neuvième édition de son dictionnaire (commencée en 1986), l'Académie française opère un compromis et note pour dimanche : « Traditionnellement, et aujourd'hui encore dans la langue religieuse, premier jour de la semaine qui commémore la résurrection du Christ. Il comportait aussi la prescription du repos. Dans la langue courante, septième et dernier jour de la semaine. »[50],[51].

#### Tradition musulmane
Le mot arabe sebt (correspondant étymologiquement au Shabbat hébreu et calendairement au samedi chrétien) signifie « septième jour »
Le premier jour du calendrier musulman, yaum al-ahad, débute le samedi après le coucher du soleil et s'étend jusqu'au coucher du soleil le dimanche.
Dans la tradition musulmane, la journée de prière est un jour saint. Elle est assimilée au vendredi calendaire chrétien. Ce n'est pas forcément un jour de repos. Les musulmans commencent la semaine au dimanche calendaire chrétien : « Le premier jour de la semaine islamique, c'est Yawm-ul-Ahad, le dimanche ».

#### Tableau
| Langue               | Dimanche Jour 1                    | Lundi Jour 2                              | Mardi Jour 3                                             | Mercredi Jour 4                                           | Jeudi Jour 5                                              | Vendredi Jour 6                                 | Samedi Jour 7                                           |
| -------------------- | ---------------------------------- | ----------------------------------------- | -------------------------------------------------------- | --------------------------------------------------------- | --------------------------------------------------------- | ----------------------------------------------- | ------------------------------------------------------- |
| Islandais            | sunnudagur (Soleil)                | mánudagur (Lune)                          | þriðjudagur                                              | miðvikudagur [☿1]                                         | fimmtudagur                                               | föstudagur [♀1]                                 | laugardagur [♄2]                                        |
| Hébreu               | יום ראשון yom rishon               | יום שני yom shéni                         | יום שלישי yom shlishi                                    | יום רביעי yom revi'i                                      | יום חמישי yom chamishi [ħamiʃi]                           | יום שישי yom shishi                             | יום שבת yom Shabbat [♃1]                                |
| Latin ecclésiastique | Dominica [☉1]                      | feria secunda                             | feria tertia                                             | feria quarta                                              | feria quinta                                              | feria sexta                                     | sabbatum [♄1]                                           |
| Portugais            | domingo [☉1]                       | segunda-feira                             | terça-feira                                              | quarta-feira                                              | quinta-feira                                              | sexta-feira                                     | sábado [♄1]                                             |
| Grec                 | Κυριακή Kyriakí [☉1]               | Δευτέρα Dheftéra                          | Τρίτη Tríti                                              | Τετάρτη Tetárti                                           | Πέμπτη Pémpti                                             | Παρασκευή Paraskeví [♀2]                        | Σάββατο Sávato [♄1]                                     |
| Géorgien             | კვირა k'vira                       | ორშაბათი oršabati                         | სამშაბათი samšabati                                      | ოთხშაბათი otxšabati                                       | ხუთშაბათი xutšabati                                       | პარასკევი p'arask'evi [♀2]                      | შაბათი šabati [♄1]                                      |
| Arménien             | Կիրակի Kiraki [☉1]                 | Երկուշաբթի Yerkushabti                    | Երեքշաբթի Yerekshabti                                    | Չորեքշաբթի Chorekshabti                                   | Հինգշաբթի Hingshabti                                      | Ուրբաթ Urbat                                    | Շաբաթ Shabat [♄1]                                       |
| Vietnamien           | chủ nhật / chúa nhật [☉1]          | (ngày) thứ hai                            | (ngày) thứ ba                                            | (ngày) thứ tư                                             | (ngày) thứ năm                                            | (ngày) thứ sáu                                  | (ngày) thứ bảy                                          |
| Somali               | Axad                               | Isniin                                    | Talaado                                                  | Arbaco                                                    | Khamiis                                                   | Jimco                                           | Sabti                                                   |
| Amharique            | እሑድ əhud                           | ሰኞ säñño (suivant)                        | ማክሰኞ maksäñño                                            | ረቡዕ / ሮብ räbu / rob                                       | ሐሙስ hamus                                                 | ዓርብ arb (coucher de soleil)                     | ቅዳሜ ḳədame (premier)                                    |
| Arabe                | الأحد al-aḥad                      | الإثنين al-ithnayn                        | الثُّلَاثاء ath-thulathā’                                   | الأَرْبعاء al-’arbi‘ā’                                      | الخَمِيس al-khamīs                                          | الجُمْعَة al-jum‘ah [♀4]                           | السَّبْت as-sabt [♄5]                                      |
| Maltais              | Il-Ħadd                            | It-Tnejn                                  | It-Tlieta                                                | L-Erbgħa                                                  | Il-Hamis                                                  | Il-Gimgħa [♀4]                                  | Is-Sibt [♄5]                                            |
| Malais               | Ahad                               | Isnin                                     | Selasa                                                   | Rabu                                                      | Khamis                                                    | Jumaat [♀4]                                     | Sabtu [♄5]                                              |
| Indonésien           | Minggu [☉1]                        | Senin                                     | Selasa                                                   | Rabu                                                      | Kamis                                                     | Jumat [♀4]                                      | Sabtu [♄5]                                              |
| Soundanais           | Minggu / Minggon                   | Senén                                     | Salasa                                                   | Rebo                                                      | Kemis                                                     | Jumaah [♀4]                                     | Saptu [♄5]                                              |
| Persan               | یکشنبه yekshanbe                   | دوشنبه doshanbe                           | سه شنبه seshanbe                                         | چهارشنبه chahârshanbe                                     | پنجشنبه panjshanbe                                        | آدینه / جمعه âdineh [♀3] / jome [♀4]            | شنبه shanbe                                             |
| Khowar               | یک شمبے yak shambey                | دو شمبے du shambey [☽4]                   | سہ شمبے sey shambey                                      | چار شمبے char shambey                                     | پچھمبے pachhambey                                         | آدینہ adina [♀3]                                | شمبے shambey                                            |
| Kurde                | Yekşem                             | Duşem                                     | Sêşem                                                    | Çarşem                                                    | Pêncşem                                                   | În                                              | Şemî                                                    |
| Vieux-turc           | birinç kün                         | ikinç kün                                 | üçünç kün                                                | törtinç kün                                               | beşinç kün                                                | altınç kün                                      | yetinç kün                                              |
| Navajo               | Damóo/Damíigo [☉1] (de l'espagnol) | Damóo Biiskání (« dimanche est terminé ») | Damóo dóó Naakiską́o (« dimanche + 2 × lever de soleil ») | Damóo dóó Tááʼ Yiką́o (« dimanche + 3 × lever de soleil ») | Damóo dóó Dį́į́ʼ Yiką́o (« dimanche + 4 × lever de soleil ») | Ndaʼiiníísh (« c'est terminé pour la semaine ») | Yiką́o Damóo (« [au] lever du soleil [c'est] dimanche ») |
| Malagasy             | Alahady                            | Alatsinainy                               | Talata                                                   | Alarobia                                                  | Alakamisy                                                 | Zoma                                            | Sabotsy                                                 |

### Jours numérotés à partir de lundi
Les langues slaves, baltes et ouraliennes (à l'exception du finnois et, partiellement, de l'estonien) ont adopté une numérotation des jours de la semaine, en prenant lundi comme premier jour.
En chinois, le terme pour dimanche signifie « jour de la semaine » (星期日 ou 星期天). Lundi est nommé littéralement « premier jour du cycle [de sept jours] », etc.
En luo, le premier jour de la semaine est le lundi (wuok tich) et signifie littéralement « sortir pour travailler », mardi (tich ariyo) signifie littéralement « deuxième jour de travail » et ainsi de suite jusqu'au vendredi. Le samedi (chieng' ngeso) est un mélange de luo avec chieng' (« jour ») et de swahili avec ngeso (« ajout ») et signifie donc « jour ajouté ». Le dimanche (odira) signifie littéralement « jour de repos ». Cependant, certains utilisent aussi le terme jumapil dérivé du swahili jumapili qui signifie « dimanche ».

#### Mondialisation
L'Organisation internationale de normalisation (ISO) a émis les recommandations suivantes :
- le lundi est considéré comme le premier jour de la semaine (norme ISO 8601).
- les semaines d'une même année sont numérotées de 01 à 52 (parfois 53).
- la semaine qui porte le numéro 01 est celle qui contient le premier jeudi de janvier.
- il peut exister une semaine no 53 (années communes finissant un jeudi ; années bissextiles finissant un jeudi ou un vendredi).

| Langue                  | Lundi premier jour           | Mardi deuxième jour            | Mercredi troisième jour         | Jeudi quatrième jour           | Vendredi cinquième jour     | Samedi sixième jour                  | Dimanche septième jour                |
| ----------------------- | ---------------------------- | ------------------------------ | ------------------------------- | ------------------------------ | --------------------------- | ------------------------------------ | ------------------------------------- |
| ISO 8601                | 1                            | 2                              | 3                               | 4                              | 5                           | 6                                    | 7                                     |
| Biélorusse              | Панядзелак panyadzelak [☽1]  | Аўторак awtorak                | Серада serada [☿1]              | Чацьвер tchats'ver             | Пятніца piatnitsa           | Субота soubota [♄1]                  | Нядзеля niadzelia [☉6]                |
| Bulgare                 | понеделник ponedelnik [☽1]   | вторник vtornik                | сряда sryada [☿1]               | четвъртък tchetvărtăk          | петък petăk                 | събота săbota [♄1]                   | неделя nedelya [☉6]                   |
| Cachoube                | pòniedzôłk                   | wtórk                          | strzoda                         | czwiôrtk                       | piątk                       | sobòta                               | niedzela                              |
| Croate                  | Ponedjeljak [☽1]             | Utorak                         | Srijeda [☿1]                    | Četvrtak                       | Petak                       | Subota [♄1]                          | Nedjelja [☉6]                         |
| Luo                     | wuok tich                    | tich ariyo                     | tich adek                       | tich ang'wen                   | tich abich                  | chieng' ngeso                        | odira                                 |
| Macédonien              | понеделник ponedelnik [☽1]   | вторник vtornik                | среда sreda [☿1]                | четврток chetvrtok             | петок petok                 | сабота sabota [♄1]                   | недела nedela [☉6]                    |
| Polonais                | poniedziałek [☽1]            | wtorek                         | środa [☿1]                      | czwartek                       | piątek                      | sobota [♄1]                          | niedziela [☉6]                        |
| Russe                   | понедельник ponedel'nik [☽1] | вторник vtornik                | среда sreda [☿1]                | четверг tchetverg              | пятница piatnitsa           | суббота soubbota [♄1]                | воскресенье voskresen'ié [☉3]         |
| Serbe                   | Понедељак Ponedeljak [☽1]    | Уторак Outorak                 | Среда Sreda [☿1]                | Четвртак Četvrtak              | Петак Petak                 | Субота Soubota [♄1]                  | Недеља Nedelia [☉6]                   |
| Slovaque                | pondelok [☽1]                | utorok                         | streda [☿1]                     | štvrtok                        | piatok                      | sobota [♄1]                          | nedeľa [☉6]                           |
| Slovène                 | Ponedeljek [☽1]              | Torek                          | Sreda [☿1]                      | Četrtek                        | Petek                       | Sobota [♄1]                          | Nedelja [☉6]                          |
| Tchèque                 | pondělí / pondělek [☽1]      | úterý / úterek                 | středa [☿1]                     | čtvrtek                        | pátek                       | sobota [♄1]                          | neděle [☉6]                           |
| Ukrainien               | понеділок ponedilok [☽1]     | вівторок vivtorok              | середа sereda [☿1]              | четвер tchetver                | п'ятниця p'iatnitsia        | субота soubota [♄1]                  | недiля nédilia [☉6]                   |
| Estonien                | esmaspäev                    | teisipäev                      | kolmapäev                       | neljapäev                      | reede                       | laupäev                              | pühapäev                              |
| Hongrois                | hétfő [☽3]                   | kedd [♂2]                      | szerda [☿1]                     | csütörtök                      | péntek                      | szombat [♄1]                         | vasárnap [☉5]                         |
| Letton                  | Pirmdiena                    | Otrdiena                       | Trešdiena                       | Ceturtdiena                    | Piektdiena                  | Sestdiena                            | Svētdiena                             |
| Lituanien               | Pirmadienis                  | Antradienis                    | Trečiadienis                    | Ketvirtadienis                 | Penktadienis                | Šeštadienis                          | Sekmadienis                           |
| Sinogrammes (en pinyin) | 星期一 xīngqīyī              | 星期二 xīngqī'èr               | 星期三 xīngqīsān                | 星期四 xīngqīsì                | 星期五 xīngqīwǔ             | 星期六 xīngqīliù                     | 星期日 / 星期天 xīngqīrì / xīngqítiān |
| Mongol (numérique)      | нэг дэх өдөр neg dekh ödör   | хоёр дахь өдөр hoyor dahi ödör | гурав дахь өдөр gurav dahi ödör | дөрөв дэх өдөр döröv dekh ödör | тав дахь өдөр tav dahi ödör | хагас сайн өдөр hagas sayn ödör [♄7] | бүтэн сайн өдөр büten sayn ödör [☉7]  |
| Mongol (tibétain)       | Даваа davaa                  | Мягмар myagmar                 | Лхагва lhagva                   | Пүрэв pürev                    | Баасан baasan               | Бямба byamba                         | Ням nyam                              |
| Turc                    | Pazartesi [☽2]               | Salı [♂4]                      | Çarşamba [☿3]                   | Perşembe [♃3]                  | Cuma [♀4]                   | Cumartesi [♄4]                       | Pazar [☉4]                            |

### Mélange
Dans le dialecte Žejane de l'istro-roumain, lur (lundi) et virer (vendredi) suivent la convention latine ; utorek (mardi), sredu (mercredi) et četrtok (jeudi) suivent la convention slave.
| Jour                           | Lundi | Mardi  | Mercredi | Jeudi   | Vendredi | Samedi       | Dimanche      |
| ------------------------------ | ----- | ------ | -------- | ------- | -------- | ------------ | ------------- |
| Istro-roumain, dialecte Žejane | lur   | utorek | sredu    | četrtok | virer    | simbota [♄1] | dumireca [☉1] |

Les différents dialectes basques suivent plusieurs systèmes.
| Jour                      | Lundi                                                             | Mardi                         | Mercredi                         | Jeudi                                            | Vendredi                                   | Samedi                                                                             | Dimanche                   |
| ------------------------- | ----------------------------------------------------------------- | ----------------------------- | -------------------------------- | ------------------------------------------------ | ------------------------------------------ | ---------------------------------------------------------------------------------- | -------------------------- |
| Basque unifié, Guipuscoan | astelehena (« semaine-premier »)                                  | asteartea (« semaine-entre ») | asteazkena (« semaine-dernier ») | osteguna (« jour d'Ortzi/Ciel »)                 | ostirala                                   | larunbata / neskenegun (« quatrième », « rencontre d'amis » / « jour des filles ») | igandea                    |
| Biscayen                  | astelena / ilen (« premier de la semaine » / « jour de la Lune ») | martitzena (« jour de Mars ») | eguaztena (« jour dernier »)     | eguena (« jour des jours », « jour de lumière ») | barikua / egubakotx (« jour sans souper ») | zapatua (de « Sabbat »)                                                            | domeka (du latin dominica) |

## Cartes
Les cartes suivantes regroupent les étymologies des différents jours de la semaine dans les langues européennes.

Lundi
Mardi
Mercredi
Jeudi
Vendredi
Samedi
Dimanche